# أنهيدريد الفثاليك
أنهيدريد الفثاليك هو مركب عضوي صيغته الكيميائية C8H4O3، والتي يمكن كتابتها على الشكل C6H4(CO)2O؛ وهو أنهيدريد حمض الفثاليك.

## التحضير
يحضر المركب من تفاعل نزع الماء من حمض الفثاليك:
أما حمض الفثاليك بحد ذاته فيحضر من الأكسدة الحفزية للنفثالين أو أورثو-الزيلين.

## الخواص
يوجد المركب في الشروط القياسية على هيئة صلب بلوري أبيض اللون، ذي انحلالية ضعيفة نسبياً في الماء؛ لكنه ينحل بشكل جيد في المذيبات العضوية مثل الإيثانول وثنائي إيثيل الإيثر.

## الاستخدامات
للمركب استخدامات على نطاق واسع في الصناعات الكيميائية؛ حيث بلغ الإنتاج العالمي منه سنة 2000 حوالي 3 ملايين طن. من أكثر التطبيقات استخدامه هو في تحضير استرات الفثالات المختلفة، والمستخدمة ضمن الملدنات في صناعة اللدائن.
كما يستخدم أنهيدريد الفثاليك في تحضير الأصبغة، مثل صباغ كينيزارين Quinizarin. وكذلك في تحضير فينول فثالين من التفاعل مع الفينول.

اصطناع فينول فثالين: